# Iglesia de Nuestra Señora de la Asunción, Meco

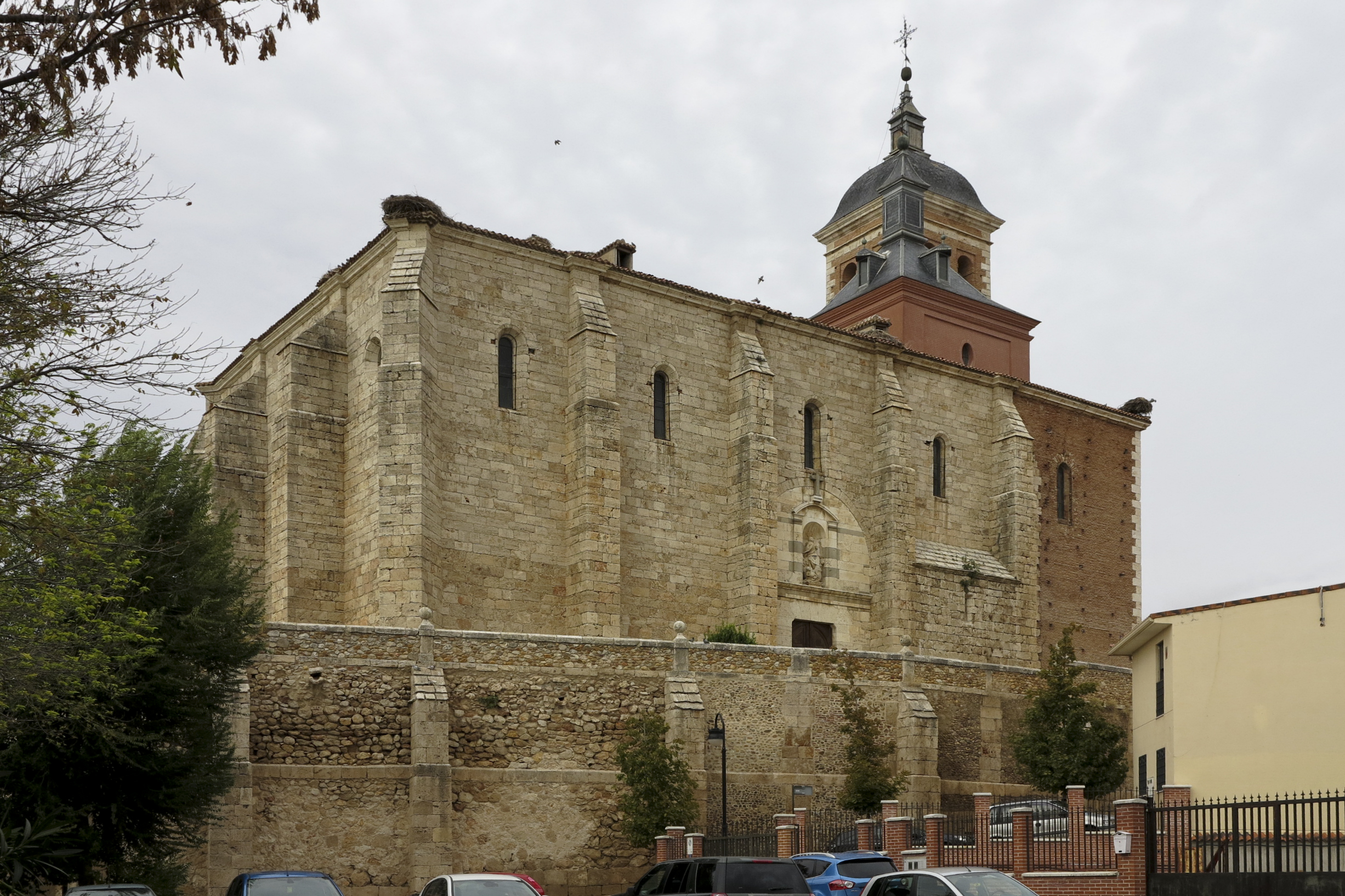

Iglesia de Nuestra Señora de la Asunción är en kyrka i Meco, Spanien. Den listades som spanskt kulturarv 1982.
Kyrkan som tillägnats Jungfru Marie Himmelsfärd byggdes före 1487, som man kan förstå av en påvlig bulla (Bula de Meco). Nuvarande byggnad restes före 1568 då Ambrosio de Morales noterar ankomsten till denna kyrka av några reliker efter helgonbarnen Justus och Pastor (Santos niños) från Huesca. Vidare tror man att vägen till Alcalá de Henares kan ha påbörjats 1548. I kyrkobyggandet deltog den kantabriske arkitekten Juan de Ribero och hans bror Nicolás de Ribero, död 1598, som arbetade med kupolen och täckte huvudbyggnaden.

## Arkitektur

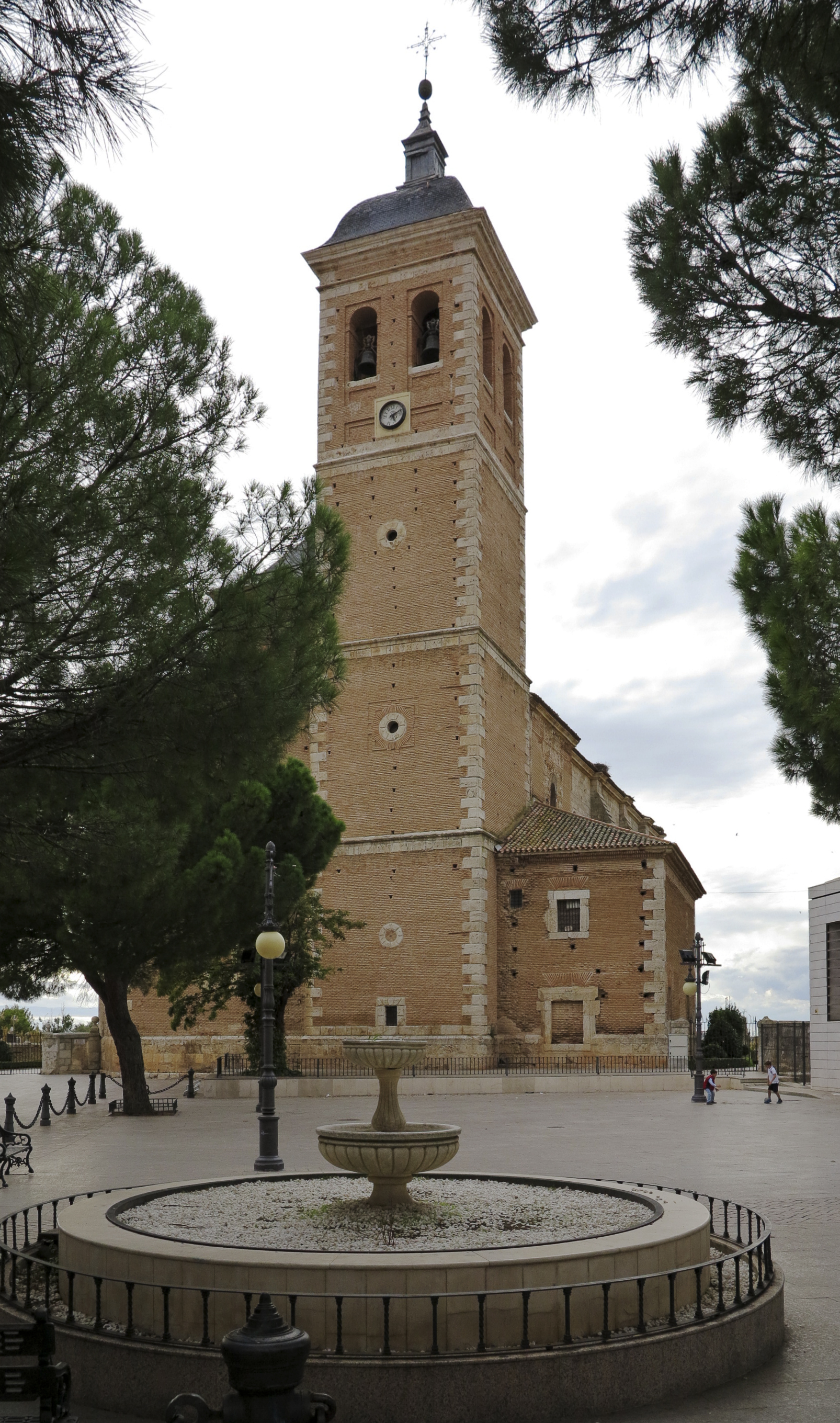

Det är en kyrka i form av en basilika med tre skepp och med inslag av gotik, barrock fram till nyklassicism. Man kan se influenser från Diego de Siloé. Den gotiska kupolen hålls uppe av stora pelare som kröns av kapitäl i toskansk ordning. Korsmitten täcks av en stor inre kupol. Kyrkans tre avdelningar, centralskeppet och de två sidorna, täcks av korsvalv. Vid foten av kyrkan befinner sig körläktaren över en stor halvcirkelbåge. Ursprungligen var här tänkt huvudingången till kyrkan.
De första fyra sektionerna av kyrkan, de äldsta, är byggda i sten. Kupolen, altaret och tornet, från 1700-talet, byggdes i tegel och med kalksten i hörnen. Taket är ett sadeltak och murarna stöds av nio kontraforter (3 i norr, 4 i söder och 2 i väst), samt två andra vid västra kyrkfoten.
Kyrkans torn ligger i öst. Det är byggt i tegel och med golvplattor av sten och är indelat i fyra delar som avskiljs genom kornischer i kalksten. I hörnet av kyrkans rektangulära skepp finns ett rektangulärt fönster och ett kors i vit sten med texten "Verdat est mori. 1688".
Kyrkans ståtlighet framträder från alla sidor och imponerar genom sin kvalitet och sina dimensioner. Den höjer sig över samhället Meco och över slätten vid Henares. Stadstillväxten under de senaste decennierna hotar att dölja delar av byggnaden.